# Brandon Gorin

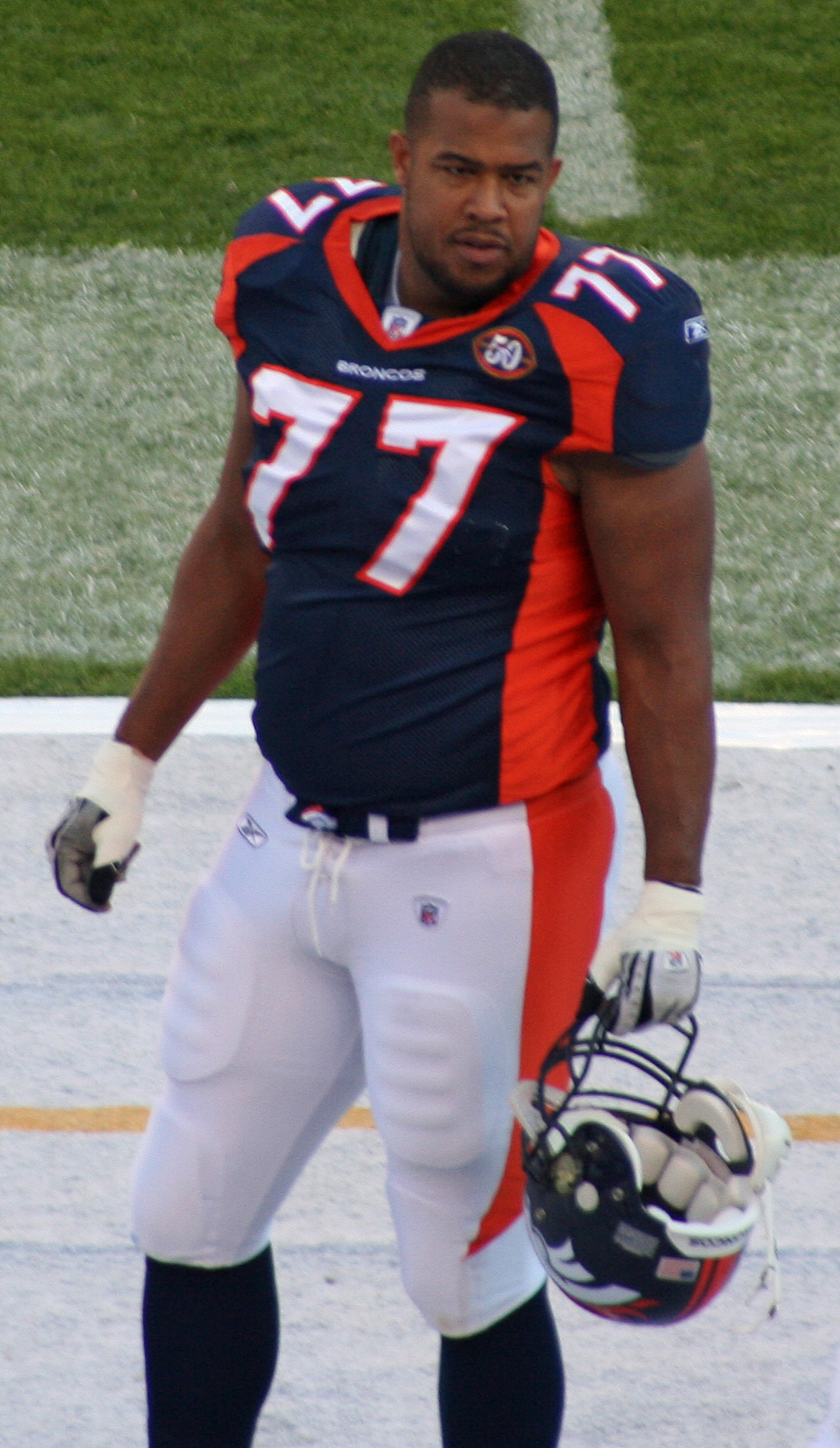
Imagem do jogador de futebol americano estadunidense Brandon Gorin.

Brandon Gorin é um jogador profissional de futebol americano estadunidense que foi campeão da temporada de 2004 da National Football League jogando pelo New England Patriots.